# JWH-018
JWH-018 (alternativni naziv: - ) je psihotropna tvar. Dio skupine novih psihoaktivnih tvari. U Hrvatskoj su uvrštene izmjenama i dopunama uvrštene na Popis droga, psihotropnih tvari i biljaka iz kojih se može dobiti droga te tvari koje se mogu uporabiti za izradu droga donesenim od strane Ministarstva zdravstva i socijalne skrbi Republike Hrvatske ( Narodne novine br.: 19, 11. veljače 2011.). 
Kemijsko ime je naftalen-1-il-(1-pentilindol-3-il)metanon. JWH-018 je sintetički kanabinoidni amino alkilindol. JWH-018 je primarni aktivni sastojak u Spice Gold, Spice Silver i Spice Diamond, biljnim mješavinama koje simuliraju učinke marihuane. JWH-018 je smeđa, opojna, malo ljepljiva, suha smjesa. U svom sirovom stanju je izrazito gusta, kada je iznenađujuće tamne boje. Moguće su varijacija nijansi iste smjese pa su tako gušći dijelovi mnogo tamniji. Nakon obrade spoja, npr. putem jednostavnog procesa kristalizacije, izgled se radikalno mijenja. Rezanjem na male grudice s oštrim nožem, JWH-018 poprima skladu svijetlosmeđu boju. JWH-018 je sintetički agonist kanabinoidnih receptora i pripada skupini naftoilindola (JWH-015, JWH-073, JWH-398 i JWH-122).
JWH-018 i njegovi strukturni analozi su i psihotropne tvari. Uvršteni su u Hrvatskoj na temelju Zakona o suzbijanju zlouporabe droga na Popis droga, psihotropnih tvari i biljaka iz kojih se može dobiti droga te tvari koje se mogu uporabiti za izradu droga, pod Popis droga i biljaka iz kojih se može dobiti droga, pod 2. Popis psihotropnih tvari i biljaka, Odjeljak 1 - Psihotropne tvari sukladno Popisu 1. Konvencije UN-a o psihotropnim tvarima iz 1971. godine. U smislu tog popisa, kemijskim sastavom to je 1-pentil-3-(1-naftoil)indol (JWH-018) i spojevi strukturno izvedeni iz njega na jedan ili više od sljedećih načina: 
- zamjenom indolske osnove indanom, indenom, indazolom, pirolom, pirazolom, imidazolom, benzimidazolom, pirolo[2,3-b]piridinom, pirolo[3,2-c]piridinom ili pirazolo[3,4-b]piridinom, bez obzira na mjesto supstitucije na peteročlanom prstenu, i bez obzira na to je li ili nije indolska ili zamijenjena indolska osnova dodatno supstituirana s jednim ili više supstituenata iz skupine koju čine alkil, aril, halogenalkil, halogenaril, halogen, alkiloksi, nitro i amino;
- zamjenom pentilne skupine alkilnom, halogenalkilnom, cijanoalkilnom, alkenilnom, benzilnom, halogeniranom benzilnom, cikloalkilmetilnom, cikloalkiletilnom, (N-metilpiperidin-2-il)metilnom, 2-(4-morfolinil)etilnom ili (tetrahidropiran-4-il)metilnom skupinom;
- zamjenom metanonske poveznice metilenskom, etanonskom, karboksilatnom ili karboksamidnom, bez obzira na usmjerenje;
- zamjenom 1-naftilne skupine 2-naftilnom, fenilnom, benzilnom, adamantilnom, cikloalkilnom, cikloalkilmetilnom, cikloalkiletilnom, biciklo[2.2.1]heptanilnom, 1,2,3,4-tetrahidronaftilnom, kinolinilnom, izokinolinilnom, 1-amino-1-oksopropan-2-ilnom, 1-hidroksi-1-oksopropan-2-ilnom, piperidinilnom, pirolidinilnom ili piperazinilnom skupinom, bez obzira na to je li ili nije 1-naftilna ili zamijenjena 1-naftilna skupina dodatno supstituirana s jednim ili više supstituenata iz skupine koju čine alkil, hidroksialkil, alkiloksi, aril, arilalkil, halogen i nitro.[2]

## Vanjske poveznice
- https://www.uredzadroge.hr  Arhivirana inačica izvorne stranice od 30. prosinca 2019. (Wayback Machine)
- https://www.nijd.uredzadroge.hr  Arhivirana inačica izvorne stranice od 30. prosinca 2019. (Wayback Machine)